# La Loma (Uruguay)
La Loma ist eine Ortschaft im Westen Uruguays.

## Geographie
Sie befindet sich im westlichen Teil des Departamento Soriano in dessen Sektor 2. La Loma grenzt westlich bzw. südlich an Villa Soriano an. Der Ort liegt dabei an der Mündung des Río Negro in den Río Uruguay nordwestlich von Dolores bzw. Chacras de Dolores und nordöstlich von La Concordia.

## Infrastruktur
Durch La Loma führt die Ruta 96. An dieser findet sich mit der Escuela N° 57 auch eine Schule.

## Einwohner
La Loma hatte bei der Volkszählung im Jahre 2004 111 Einwohner.
| Jahr | Einwohner |
| ---- | --------- |
| 1963 | 121       |
| 1975 | 235       |
| 1985 | 164       |
| 1996 | 119       |
| 2004 | 111       |

Quelle: Instituto Nacional de Estadística de Uruguay